# Major League Soccer 2021
Die 26. Major-League-Soccer-Saison wurde am 17. April 2021 eröffnet und endete mit dem MLS-Cup-Finale am 11. Dezember desselben Jahres. Es nahmen 27 Mannschaften am Spielbetrieb teil, wovon 24 aus den Vereinigten Staaten und drei aus Kanada stammten.
Titelverteidiger des Supporters’ Shield war Philadelphia Union, amtierender MLS-Cup-Sieger die Columbus Crew.

## Änderungen gegenüber der Saison 2020
- Der Austin FC trat als 27. Franchise der Major League Soccer bei und wurde der Western Conference zugeordnet. Dadurch wurde der Nashville SC, der bereits während der Vorsaison in den Osten wechseln musste, dauerhaft der Eastern Conference zugeteilt.[2] Die Eastern Conference besteht somit aus 14, die Western Conference aus 13 Franchises.[3]
- Montreal Impact benannte sich im Januar 2021 in CF Montreal um und gab sich ein neues Wappen.[4]

## Teilnehmende Mannschaften
In der Saison 2021 nahmen 27 Franchises an der Major League Soccer teil. 24 der 27 Franchises waren in den Vereinigten Staaten, drei in Kanada beheimatet. Die auf der Karte mit einem blauen Punkt markierten Mannschaften spielten in der Western, die mit einem roten Punkt markierten in der Eastern Conference.
| Atlanta |

| Chicago |

| Commerce City |

| Columbus |

| Washington, D.C. |

| Frisco |

| Houston |

| Carson |

| Los Angeles |

| Golden Valley |

| Montreal |

| Foxborough |

| New York City |

| Harrison |

| Orlando |

| Chester |

| Portland |

| Sandy |

| San José |

| Seattle |

| Kansas City |

| Toronto |

| Vancouver |

| Cincinnati |

| Fort Lauderdale |

| Nashville |

| Austin |

| Franchise              | Standort                    | Stadion                    | Kapazität |
| ---------------------- | --------------------------- | -------------------------- | --------- |
| Atlanta United         | Atlanta, Georgia            | Mercedes-Benz Stadium      | 42.500    |
| Austin FC              | Austin, Texas               | Q2 Stadium                 | 20.738    |
| Chicago Fire           | Chicago, Illinois           | Soldier Field              | 61.500    |
| FC Cincinnati          | Cincinnati, Ohio            | TQL Stadium                | 26.000    |
| Colorado Rapids        | Commerce City, Colorado     | Dick’s Sporting Goods Park | 18.086    |
| Columbus Crew          | Columbus, Ohio              | Lower.com Field            | 20.011    |
| D.C. United            | Washington, D.C.            | Audi Field                 | 20.000    |
| FC Dallas              | Frisco, Texas               | Toyota Stadium             | 20.500    |
| Houston Dynamo         | Houston, Texas              | PNC Stadium                | 22.039    |
| LA Galaxy              | Carson, Kalifornien         | Dignity Health Sports Park | 27.000    |
| Los Angeles FC         | Los Angeles, Kalifornien    | Banc of California Stadium | 22.000    |
| Inter Miami            | Fort Lauderdale, Florida    | Inter Miami Stadium        | 18.000    |
| Minnesota United       | Golden Valley, Minnesota    | Allianz Field              | 19.400    |
| CF Montreal            | Montreal, Québec            | Stade Saputo               | 20.801    |
| Nashville SC           | Nashville, Tennessee        | Nissan Stadium             | 69.143    |
| New England Revolution | Foxborough, Massachusetts   | Gillette Stadium           | 20.000    |
| New York City FC       | New York City, New York     | Yankee Stadium             | 33.444    |
| New York Red Bulls     | Harrison, New Jersey        | Red Bull Arena             | 25.000    |
| Orlando City           | Orlando, Florida            | Exploria Stadium           | 25.500    |
| Philadelphia Union     | Chester, Pennsylvania       | Subaru Park                | 18.500    |
| Portland Timbers       | Portland, Oregon            | Providence Park            | 25.218    |
| Real Salt Lake         | Sandy, Utah                 | Rio Tinto Stadium          | 20.213    |
| San José Earthquakes   | San José, Kalifornien       | PayPal Park                | 18.000    |
| Seattle Sounders       | Seattle, Washington         | Lumen Field                | 38.300    |
| Sporting Kansas City   | Kansas City, Missouri       | Children’s Mercy Park      | 18.467    |
| Toronto FC             | Toronto, Ontario            | BMO Field                  | 30.991    |
| Vancouver Whitecaps    | Vancouver, British Columbia | BC Place Stadium           | 21.000    |

## Regular Season

### Tabellen

#### Eastern Conference
| Pl.             | Verein                 | Sp. | S  | U  | N  | Tore    | Diff. | Punkte |
| --------------- | ---------------------- | --- | -- | -- | -- | ------- | ----- | ------ |
| 1.              | New England Revolution | 34  | 22 | 7  | 5  | 065:410 | +24   | 73     |
| 2.              | Philadelphia Union     | 34  | 14 | 12 | 8  | 048:350 | +13   | 54     |
| 3.              | Nashville SC           | 34  | 12 | 18 | 4  | 055:330 | +22   | 54     |
| 4.              | New York City FC       | 34  | 14 | 9  | 11 | 056:360 | +20   | 51     |
| 5.              | Atlanta United         | 34  | 13 | 12 | 9  | 045:370 | +8    | 51     |
| 6.              | Orlando City           | 34  | 13 | 12 | 9  | 050:480 | +2    | 51     |
| 7.              | New York Red Bulls     | 34  | 13 | 9  | 12 | 039:330 | +6    | 48     |
| 8.              | D.C. United            | 34  | 14 | 5  | 15 | 056:540 | +2    | 47     |
| 9.              | Columbus Crew          | 34  | 13 | 8  | 13 | 046:450 | +1    | 47     |
| 10.             | CF Montreal CAN        | 34  | 12 | 10 | 12 | 046:440 | +2    | 46     |
| 11.             | Inter Miami            | 34  | 12 | 5  | 17 | 036:530 | −17   | 41     |
| 12.             | Chicago Fire           | 34  | 9  | 7  | 18 | 036:540 | −18   | 34     |
| 13.             | Toronto FC CAN         | 34  | 6  | 10 | 18 | 039:660 | −27   | 28     |
| 14.             | FC Cincinnati          | 34  | 4  | 8  | 22 | 037:740 | −37   | 20     |
| Stand: Endstand |                        |     |    |    |    |         |       |        |

#### Western Conference
| Pl.             | Verein                  | Sp. | S  | U  | N  | Tore    | Diff. | Punkte |
| --------------- | ----------------------- | --- | -- | -- | -- | ------- | ----- | ------ |
| 1.              | Colorado Rapids         | 34  | 17 | 10 | 7  | 051:350 | +16   | 61     |
| 2.              | Seattle Sounders        | 34  | 17 | 9  | 8  | 053:330 | +20   | 60     |
| 3.              | Sporting Kansas City    | 34  | 17 | 7  | 10 | 058:400 | +18   | 58     |
| 4.              | Portland Timbers        | 34  | 17 | 4  | 13 | 056:520 | +4    | 55     |
| 5.              | Minnesota United        | 34  | 13 | 10 | 11 | 042:440 | −2    | 49     |
| 6.              | Vancouver Whitecaps CAN | 34  | 12 | 13 | 9  | 045:450 | ±0    | 49     |
| 7.              | Real Salt Lake          | 34  | 14 | 6  | 14 | 055:540 | +1    | 48     |
| 8.              | LA Galaxy               | 34  | 13 | 9  | 12 | 050:540 | −4    | 48     |
| 9.              | Los Angeles FC          | 34  | 12 | 9  | 13 | 053:510 | +2    | 45     |
| 10.             | San José Earthquakes    | 34  | 10 | 11 | 13 | 046:540 | −8    | 41     |
| 11.             | FC Dallas               | 34  | 7  | 12 | 15 | 047:560 | −9    | 33     |
| 12.             | Austin FC               | 34  | 9  | 4  | 21 | 035:560 | −21   | 31     |
| 13.             | Houston Dynamo          | 34  | 6  | 12 | 16 | 036:540 | −18   | 30     |
| Stand: Endstand |                         |     |    |    |    |         |       |        |

| Nach der Regular Season: | |
|                          | |
|                          | Teilnahme am Conference-Halbfinale der MLS-Cup-Play-offs und an der CONCACAF Champions League 2022 |
|                          | Teilnahme an der 1. Runde der MLS-Cup-Play-offs                                                    |

#### Gesamttabelle
Die Gesamttabelle bildet die Leistung aller 27 Teilnehmer während der Regular Season im Vergleich ab. Der Erstplatzierte gewann den MLS Supporters’ Shield.
| Pl.             | Verein                  | Sp. | S  | U  | N  | Tore    | Diff. | Punkte |
| --------------- | ----------------------- | --- | -- | -- | -- | ------- | ----- | ------ |
| 1.              | New England Revolution  | 34  | 22 | 7  | 5  | 065:410 | +24   | 73     |
| 2.              | Colorado Rapids         | 34  | 17 | 10 | 7  | 051:350 | +16   | 61     |
| 3.              | Seattle Sounders        | 34  | 17 | 9  | 8  | 053:330 | +20   | 60     |
| 4.              | Sporting Kansas City    | 34  | 17 | 7  | 10 | 058:400 | +18   | 58     |
| 5.              | Portland Timbers        | 34  | 17 | 4  | 13 | 056:520 | +4    | 55     |
| 6.              | Philadelphia Union      | 34  | 14 | 12 | 8  | 048:350 | +13   | 54     |
| 7.              | Nashville SC            | 34  | 12 | 18 | 4  | 055:330 | +22   | 54     |
| 8.              | New York City FC        | 34  | 14 | 9  | 11 | 056:360 | +20   | 51     |
| 9.              | Atlanta United          | 34  | 13 | 12 | 9  | 045:370 | +8    | 51     |
| 10.             | Orlando City            | 34  | 13 | 12 | 9  | 050:480 | +2    | 51     |
| 11.             | Minnesota United        | 34  | 13 | 10 | 11 | 042:440 | −2    | 49     |
| 12.             | Vancouver Whitecaps CAN | 34  | 12 | 13 | 9  | 045:450 | ±0    | 49     |
| 13.             | Real Salt Lake          | 34  | 14 | 6  | 14 | 055:540 | +1    | 48     |
| 14.             | New York Red Bulls      | 34  | 13 | 9  | 12 | 039:330 | +6    | 48     |
| 15.             | LA Galaxy               | 34  | 13 | 9  | 12 | 050:540 | −4    | 48     |
| 16.             | D.C. United             | 34  | 14 | 5  | 15 | 056:540 | +2    | 47     |
| 17.             | Columbus Crew           | 34  | 13 | 8  | 13 | 046:450 | +1    | 47     |
| 18.             | CF Montreal CAN         | 34  | 12 | 10 | 12 | 046:440 | +2    | 46     |
| 19.             | Los Angeles FC          | 34  | 12 | 9  | 13 | 053:510 | +2    | 45     |
| 20.             | Inter Miami             | 34  | 12 | 5  | 17 | 036:530 | −17   | 41     |
| 21.             | San José Earthquakes    | 34  | 10 | 11 | 13 | 046:540 | −8    | 41     |
| 22.             | Chicago Fire            | 34  | 9  | 7  | 18 | 036:540 | −18   | 34     |
| 23.             | FC Dallas               | 34  | 7  | 12 | 15 | 047:560 | −9    | 33     |
| 24.             | Austin FC               | 34  | 9  | 4  | 21 | 035:560 | −21   | 31     |
| 25.             | Houston Dynamo          | 34  | 6  | 12 | 16 | 036:540 | −18   | 30     |
| 26.             | Toronto FC CAN          | 34  | 6  | 10 | 18 | 039:660 | −27   | 28     |
| 27.             | FC Cincinnati           | 34  | 4  | 8  | 22 | 037:740 | −37   | 20     |
| Stand: Endstand |                         |     |    |    |    |         |       |        |

| Nach der Saison: |                                                                                              |
|                  |                                                                                              |
|                  | Teilnahme an der CONCACAF Champions League 2022 als Sieger des MLS-Cup-Finales               |
|                  | Teilnahme an der CONCACAF Champions League 2022 als beste Mannschaft der Regular Season      |
|                  | Teilnahme an der CONCACAF Champions League 2022 als drittbeste Mannschaft der Regular Season |
|                  | Teilnahme an der CONCACAF Champions League 2022 als Sieger der Canadian Championship 2021    |
|                  | Teilnahme an der CONCACAF Champions League 2022 als beste Mannschaft der Western Conference  |

## MLS Cup Play-offs
Die MLS Cup Play-offs 2021 beginnen mit den Spielen der 1. Runde am 20. November und enden mit dem Finale am 11. Dezember 2021. In Klammern ist die Platzierung in der jeweiligen Conference-Tabelle aus der Regular Season angegeben. Die ranghöhere Mannschaft hat stets Heimrecht.

### 1. Runde
Eastern Conference
| Datum             |                        | Ergebnis  |                        |
| ----------------- | ---------------------- | --------- | ---------------------- |
| 20. November 2021 | Philadelphia Union [2] | 1:0 n. V. | New York Red Bulls [7] |
| 21. November 2021 | New York City FC [4]   | 2:0 (0:0) | Atlanta United [5]     |
| 24. November 2021 | Nashville SC [3]       | 3:1 (1:1) | Orlando City [6]       |

Western Conference
| Datum             |                          | Ergebnis        |                         |
| ----------------- | ------------------------ | --------------- | ----------------------- |
| 20. November 2021 | Sporting Kansas City [3] | 3:1 (2:1)       | Vancouver Whitecaps [6] |
| 21. November 2021 | Portland Timbers [4]     | 3:1 (1:1)       | Minnesota United [5]    |
| 24. November 2021 | Seattle Sounders [2]     | 0:0 (5:6 i. E.) | Real Salt Lake [7]      |

### Conference-Halbfinale
Eastern Conference
| Datum             |                            | Ergebnis                   |                      |
| ----------------- | -------------------------- | -------------------------- | -------------------- |
| 1. Dezember 2021  | New England Revolution [1] | 2:2 n. V. (1:1, 3:5 i. E.) | New York City FC [4] |
| 28. November 2021 | Philadelphia Union [2]     | 1:1 n. V. (1:1, 2:0 i. E.) | Nashville SC [3]     |

Western Conference
| Datum             |                          | Ergebnis  |                      |
| ----------------- | ------------------------ | --------- | -------------------- |
| 25. November 2021 | Colorado Rapids [1]      | 0:1 (0:0) | Portland Timbers [4] |
| 28. November 2021 | Sporting Kansas City [3] | 1:2 (1:0) | Real Salt Lake [7]   |

### Conference-Finale
Eastern Conference
| Datum            |                        | Ergebnis  |                      |
| ---------------- | ---------------------- | --------- | -------------------- |
| 5. Dezember 2021 | Philadelphia Union [2] | 1:2 (0:0) | New York City FC [4] |

Western Conference
| Datum            |                      | Ergebnis  |                    |
| ---------------- | -------------------- | --------- | ------------------ |
| 5. Dezember 2021 | Portland Timbers [4] | 2:0 (1:0) | Real Salt Lake [7] |

### MLS-Cup-Finale
Da die Portland Timbers in der Gesamttabelle besser abgeschnitten hatten, fand das Spiel im Providence Park in Portland, Oregon statt. Für die Timbers war es nach dem Titelgewinn 2015 die zweite Finalteilnahme. Der New York City FC bestritt zum ersten Mal das Endspiel und sicherte sich den Titel.
| Portland Timbers (4.)                                                    | Portland Timbers (4.) | New York City FC (8.) | New York City FC (8.) |
| ------------------------------------------------------------------------ | --- | --- | --------------------- |
| Portland Timbers (4.)                                                    | \| 11. Dezember 2021 um 21:00 Uhr PST in Portland, Oregon (Providence Park) \| \| Ergebnis: 1:1, 2:4 i. E. \| \| Spielbericht \| | \| 11. Dezember 2021 um 21:00 Uhr PST in Portland, Oregon (Providence Park) \| \| Ergebnis: 1:1, 2:4 i. E. \| \| Spielbericht \| | New York City FC (8.) |
| Portland Timbers (4.)                                                    | Steve Clark – Claudio Bravo, Dario Župarić, Larrys Mabiala, Josecarlos van Rankin ( 89. Diego Valeri) – George Fochive ( 62. Cristhian Paredes), Diego Chará – Dairon Asprilla ( 84. Jarosław Niezgoda), Sebastian Blanco ( 62. Santiago Moreno), Yimmi Chará, Felipe Mora Cheftrainer: Giovanni Savarese | Sean Johnson – Guðmundur Þórarinsson ( 90.+2'. Malte Amundsen), Alexander Callens, Maxime Chanot, Tayvon Gray – Alfredo Morales, James Sands – Santiago Rodríguez ( 80. Ismael Tajouri), Maximiliano Moralez, Jesús Medina ( 95. Talles), Valentín Castellanos Cheftrainer: Ronny Deila | New York City FC (8.) |
| Portland Timbers (4.)                                                    | 1:1 Mora (90.+4') | 0:1 Castellanos (41.) | New York City FC (8.) |
| Portland Timbers (4.)                                                    | Elfmeterschießen | | New York City FC (8.) |
| Portland Timbers (4.)                                                    | Mora Valeri 1:2 Moreno 2:3 Paredes | 0:1 Castellanos Morales 0:2 Moralez 1:3 Talles 2:4 Callen | New York City FC (8.) |
| Portland Timbers (4.)                                                    | van Rankin (59.), Chara (90.) | Rodríguez (80.), Johnson (88.), Medina (90.+1') | New York City FC (8.) |
| 11. Dezember 2021 um 21:00 Uhr PST in Portland, Oregon (Providence Park) | | |                       |
| Ergebnis: 1:1, 2:4 i. E.                                                 | | |                       |
| Spielbericht                                                             | | |                       |